# Universidad Camilo José Cela
La Universidad Camilo José Cela (UCJC) es una universidad privada española, de la Institución Educativa SEK, con sede en Villanueva de la Cañada, Comunidad de Madrid (España). Fue fundada en el año 2000.

## Historia
El escritor y Premio Nobel de Literatura Camilo José Cela (Padrón, 1916-Madrid, 2002) cedió generosamente su nombre y fue el encargado de poner la primera piedra de esta universidad, junto a Felipe Segovia Olmo, presidente entonces y fundador de la Institución Educativa SEK, a la que pertenece la universidad. Nieves Segovia es actualmente la presidenta de la Institución SEK, que cuenta con 125 años de experiencia en el sector educativo. 
La UCJC es la única universidad con el nombre de un Nobel español. El 18 de octubre de 2000 Camilo José Cela escribió las siguientes líneas en el libro de honor de la universidad:
“Hoy… piso por primera vez este campus que aspira a sembrar saberes, actitudes y conductas. Jamás sospeché, al cabo de los muchos años que tengo, que habría de pasar por el gozoso y desusado trance de hoy porque los hombres, pese a nuestros esfuerzos, jamás nos acostumbramos a entender como habitual y cierto lo extraordinario y raro… hago votos porque estas aulas formen a sus alumnos en el mejor servicio del bien y hagan cierta la idea de Lope de Vega cuando llamó a la Universidad la naturaleza del alma”.
En estas palabras se inspira, en gran medida, el modelo de aprendizaje interdisciplinar de esta universidad, el cual establece en el primer curso de todos sus grados un bloque común de asignaturas que lleva por nombre ‘La Colmena’ en referencia a la célebre obra de Camilo José Cela.

## Modelo de aprendizaje
El rector Héctor Escamilla  basa el modelo de aprendizaje e institucional de la Universidad Camilo José Cela en tres grandes ejes: aproximación interdisciplinar, mentalidad innovadora y escala internacional.
Su programa La Colmena, que se sitúa en el centro de este modelo poliédrico, permite, desde una concepción transversal y multidisciplinar, que todos los alumnos adquieran conocimientos más allá de cada especialidad. Todos los estudiantes, con independencia del grado elegido, cursan cada año asignaturas de este programa con el fin de incorporar a su desarrollo personal y profesional perspectivas y competencias relacionadas con la interacción, el razonamiento, la solidaridad, la tecnología y la lingüística. Las materias cursadas en el marco de este programa son: Mundo Contemporáneo, Pensamiento Crítico, Habilidades Digitales, Emprendimiento, Business English, Globalización, Cooperación y Valores Deportivos. A su vez, destaca su curso preuniversitario, Humanities, Sciences and Technology (HST).

## Campus

### Campus Villafranca
Situado sobre una extensión de 100.000 m², el campus Madrid-Villafranca se encuentra en Villafranca del Castillo y dispone de diversos edificios que albergan sus tres facultades, Presidencia, Rectorado, Centro de Alumnos, dos aularios, biblioteca y salas de estudio, Media Lab, dos residencias y el Restaurante ‘El Tobogán’, además de las instalaciones del UCJC Sports Club.
Concebido para el desarrollo de una experiencia de vida de campus, cuenta con un moderno espacio abierto de trabajo para profesores y alumnos, Open Space, ideado para favorecer el diálogo, la interacción y el aprendizaje activo y conjunto.
El Laboratorio de Comunicación, MediaLab, dotado de tecnología, equipos e instalaciones de última generación, constituye, desde un enfoque práctico y multidisciplinar, uno de los máximos exponentes del modelo convergente entre disciplinas de esta Universidad. 
El fomento del emprendimiento es otra de las características de esta universidad, que cuenta en su campus de Madrid-Villafranca con SEKLab, la primera aceleradora de startups innovadoras en educación ubicada en España.
Un proyecto que ofrece a los emprendedores un período de estancia en la universidad, contacto con los profesores y alumnos, un ‘pack’ de servicios tecnológicos, mentoring especializado, formación específica y networking.
La Universidad cuenta con una biblioteca con unos 30.000 volúmenes, además de otras colecciones en diferentes soportes como CD-ROM, DVD, vídeos, microformas y 278 títulos de publicaciones periódicas.

El campus de Madrid-Villafranca dispone de dos Residencias Universitarias, que suman más de 130 plazas distribuidas en habitaciones dobles e individuales.

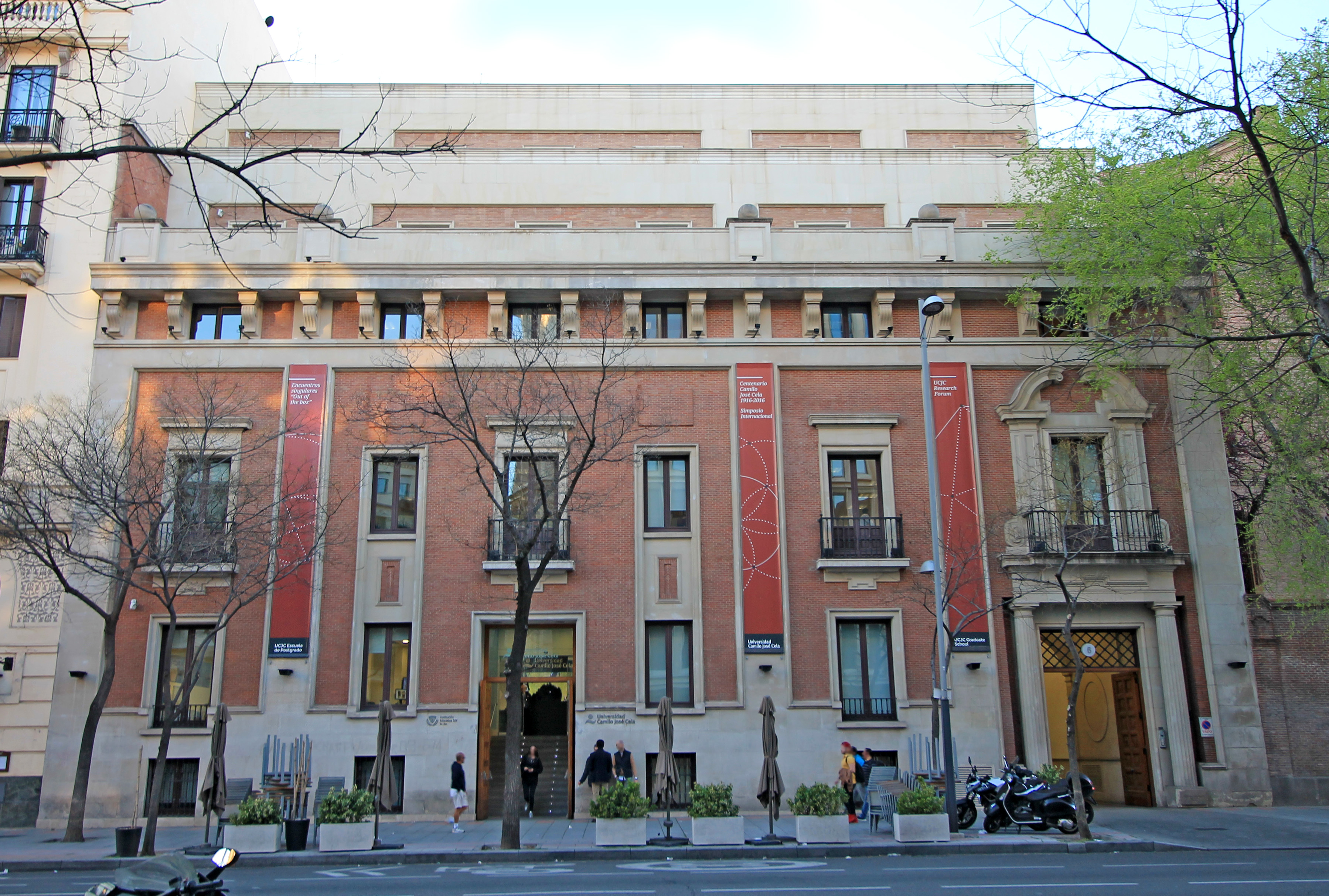
Sede de la Escuela de Postgrado, en Madrid.

### Campus Almagro
En el campus de la calle de Almagro se ubica la escuela de postgrado. Se trata de un palacete levantado en 1931 por el arquitecto Luis Lacasa Navarro Es, desde el curso académico 2016-2017, el campus urbano de la Universidad Camilo José Cela, concebida en el marco de un nuevo modelo educativo que conecta los estudios de Grado y de Postgrado. El edificio, con más de 3500 m² y con una céntrica localización, se sitúa muy próximo al nodo socioeconómico, empresarial y cultural de Madrid.

### Campus Castellana
El Campus Castellana de la Universidad Camilo José Cela se sitúa en la calle Juan Hurtado de Mendoza, número 4, junto al paseo de la Castellana, entre Cuzco y plaza de Castilla. El edificio consta de cuatro plantas y una superficie de 11.319 metros cuadrados, 3.226 de ellos en zonas de trabajo exterior verde.
Esta sede cumple con los máximos estándares de sostenibilidad, eficiencia energética y bienestar, incluyendo la certificación Leed Platinum, convirtiéndole en el campus universitario más sostenible de España.

## Facultades
Tiene cinco facultades:
- Facultad de Comunicación y Humanidades
- Facultad de Educación
- Escuela Politécnica Superior de Tecnología y Ciencia
- Facultad HM Hospitales de Ciencias de la Salud de la UCJC
- Facultad de Emprendimiento, Empresa y Ciencias Jurídicas

## Centros adscritos
- U-TAD Centro Universitario de Tecnología y Arte Digital
- Educación Superior Instituto de Ciencias Empresariales IMF

## International Advisory Board
La Universidad Camilo José Cela es considerada un centro de referencia integrador, intercultural y abierto a estudiantes, profesores y profesionales de todo el mundo. Por dicho desarrollo, cuenta con un Consejo Asesor Internacional que, presidido por Arpad von Lazar, profesor emérito de Fletcher School of Law and Diplomacy de Tufts University, ejerce como órgano consultivo para el diseño de la dimensión global de la Universidad Camilo José Cela y de la red de colegios SEK.
Son miembros del Consejo Asesor Internacional Bárbara Arrosmith (científica, escritora y emprendedora educativa, Canadá), Jeanette Van Beek (Managing Director, Die Drie Notenboomen, Holanda), Ursina Plüss (crisis management expert, Swiss Federal Police, Suiza), Paul Toldalagi (Presidente de BTA Investment Advisors, EE. UU.), Bruce Magid (Dean, International Business School, Brandeis University, EE. UU.), Adam Rainer (Presidente de Shortridge Academy, EE. UU.), Omar Qandeel (Vice chairman, Blue Orchard-Toshiba, Japón), Adrian Monck (Head of Public Engagement and Foundations, World Economic Forum, Suiza), Klaus Barbknecht (Rector de la Technische Universität Bergakademie Freiberg, Alemania), Georg Von Habsburg (Embajador plenipotenciario, presidente Cruz Roja, Hungría), Nicolas Walker (Founding Managing Partner, Socios Financieros, EE. UU.), Andrés Duarte (Presidente de Luzar Trading Energy, Venezuela), Andrés Recoder (Managing Director, Citicorp, EE. UU.), Nieves Segovia (Presidenta de la Institución SEK y UCJC), José Luis Delso (vicepresidente de la Institución SEK y la UCJC), Emilio Lora-Tamayo D'Ocón (rector de la Universidad Camilo José Cela) y Marta Rodger (directora general de SEK International Schools).

## Deportes
La Universidad Camilo José Cela, que en el año 2010 recibió el Premio Nacional del Deporte Joaquín Blume, entiende el deporte como parte esencial de la educación del alumno. 
El UCJC Sports Club, que forma parte de la universidad, es un complejo con más de 140.000 m² de superficie para la práctica de numerosas modalidades deportivas: tenis, pádel, natación, hípica, fútbol, golf. Es un centro de referencia para numerosos deportistas de alto rendimiento que compiten al máximo nivel, gracias al programa de becas de la universidad y a los acuerdos suscritos con numerosas federaciones deportivas.
La universidad forma parte de SEK International Sports Academy, el proyecto de la Institución Educativa SEK dirigido a los estudiantes que desean compatibilizar sus estudios con la práctica deportiva a través de Programas Individualizados de Alto Rendimiento Deportivo.
La Universidad Camilo José Cela es también socio estratégico de Global Sports Innovation Center, el proyecto impulsado por Microsoft para la promoción de la innovación en la industria deportiva.